# Arturo Naón
Arturo Naón (La Plata, Buenos Aires, Argentina, 31 de diciembre de 1912 - 5 de mayo de 1999, Mar del Plata, Buenos Aires, Argentina) fue un futbolista argentino que se desempeñó en la posición de delantero. Jugó toda su carrera en la Primera División Argentina, donde disputó 170 partidos, convirtiendo 125 goles. 

## Trayectoria
En 1927, Naón firmó para Gimnasia, club del que era socio desde los siete años, ascendiendo de quinta división a cuarta junto a un grupo de buenos jugadores, varios de los cuales llegaron a primera división. Pero su irrupción en la primera de Gimnasia llegó con goles. El torito fue el máximo artillero del Expreso del 33.
Naón jugó en Gimnasia hasta 1934 y formó parte del plantel campeón de 1929 y del Expreso del 33. Después emigró a San Lorenzo de Almagro, jugando 51 partidos y convirtiendo 24 tantos, pasó por Racing Club, donde sólo jugó 7 partidos y anotó 1 gol, para recalar otra vez en el club platense, en donde militó entre 1940 y 1943. Sin embargo, antes pasó por Brasil, donde jugó 11 partidos por Flamengo, de Río de Janeiro, anotando 3 goles, y ganando el Campeonato Carioca de 1939. 
También jugó en la selección nacional argentina.
Ya retirado de la actividad se radicó en la ciudad de Mar del Plata, donde falleció el 5 de mayo de 1999, a los 87 años.

## Otros
- En el partido de Gimnasia y Esgrima La Plata contra Talleres de Remedios de Escalada, jugado en el año 1933 (por la fecha 25), el «Torito» Naón convirtió 4 goles en 14 minutos. El Lobo ganó por 7:1, siendo Arturo Naón el autor de 5 de esos 7 goles.
- Es el goleador histórico de Gimnasia con 105 goles.
- En Mar del Plata existe una filial del Club de Gimnasia y Esgrima La Plata que lleva su nombre. Está ubicada en la Calle 14 de Julio Nº1240.

## Clubes
| Club                        | País      | Año        |
| --------------------------- | --------- | ---------- |
| Gimnasia y Esgrima La Plata | Argentina | 1927- 1933 |
| San Lorenzo                 | Argentina | 1934       |
| Racing Club                 | Argentina | 1938       |
| Flamengo                    | Brasil    | 1939       |
| Gimnasia y Esgrima La Plata | Argentina | 1940-1943  |

## Estadísticas
Datos actualizados al fin de la carrera deportiva.
| Gimnasia y Esgrima La Plata Argentina                                                                                            |               |               |     |     |   |     |     |      |      |
| 1.ª | 1928          | 2             | 1   | -   | - | 2   | 1   | 0,50 |      |
| 1.ª | 1930          | 12            | 5   | -   | - | 12  | 5   | 0,41 |      |
| 1.ª | 1931          | 1             | 1   | -   | - | 1   | 1   | 1,00 |      |
| 1.ª | 1932          | 19            | 18  | 5   | 4 | 24  | 22  | 0,91 |      |
| 1.ª | 1933          | 28            | 33  | 2   | 1 | 30  | 34  | 1,13 |      |
| 1.ª | 1934          | 23            | 25  | -   | - | 23  | 25  | 1,08 |      |
| 1.ª | 1938          | 11            | 11  | -   | - | 11  | 11  | 1,00 |      |
| 1.ª | 1939          | 2             | 0   | -   | - | 2   | 0   | 0,00 |      |
| 1.ª | 1943          | 14            | 6   | -   | - | 14  | 6   | 0,42 |      |
| Total club | Total club    | 112           | 100 | 7   | 5 | 119 | 105 | 0,88 |      |
| San Lorenzo de Almagro Argentina                                                                                                 |               |               |     |     |   |     |     |      |      |
| 1.ª | 1935          | 4             | 1   | -   | - | 4   | 1   | 0,25 |      |
| 1.ª | CH-1936       | 13            | 6   | -   | - | 13  | 6   | 0,46 |      |
| 1.ª | CC-1936       | 12            | 8   | -   | - | 12  | 8   | 0,67 |      |
| 1.ª | 1937          | 22            | 9   | -   | - | 12  | 8   | 0,67 |      |
| Total club | Total club    | 51            | 24  | 0   | 0 | 51  | 24  | 0,47 |      |
| Racing Argentina |               |               |     |     |   |     |     |      |      |
| 1.ª | 1938          | 7             | 1   | -   | - | 7   | 1   | 0,14 |      |
| Total club | Total club    | 7             | 1   | 0   | 0 | 7   | 1   | 0,14 |      |
| Total carrera | Total carrera | Total carrera | 170 | 125 | 7 | 5   | 177 | 130  | 0,73 |
| (1) Incluye datos de la Copa Beccar Varela (1932, 1933); Copa de Competencia (1932). (2) No incluye goles en partidos amistosos. |               |               |     |     |   |     |     |      |      |

### Hat-tricks
| 1 | 9 de octubre de 1932    | Juan Carmelo Zerillo, La Plata  | Gimnasia y Esgrima La Plata - Boca Juniors           |  | 6 - 2 | 1932 |
| 2 | 23 de octubre de 1932   | Pedro Bidegain, Buenos Aires    | San Lorenzo de Almagro - Gimnasia y Esgrima La Plata |  | 4 - 4 | 1932 |
| 3 | 7 de mayo de 1933       | Juan Carmelo Zerillo, La Plata  | Gimnasia y Esgrima La Plata - Boca Juniors           |  | 5 - 2 | 1933 |
| 4 | 18 de junio de 1933     | Tomás Adolfo Ducó, Buenos Aires | Huracán - Gimnasia y Esgrima La Plata                |  | 2 - 4 | 1933 |
| 5 | 3 de septiembre de 1933 | Juan Carmelo Zerillo, La Plata  | Gimnasia y Esgrima La Plata - Talleres (RdE)         |  | 7 - 1 | 1933 |
| 6 | 18 de marzo de 1934     | Jorge Luis Hirschi, La Plata    | Gimnasia y Esgrima La Plata - Talleres (RdE)         |  | 3 - 3 | 1934 |
| 7 | 24 de junio de 1934     | Juan Carmelo Zerillo, La Plata  | Gimnasia y Esgrima La Plata - Racing                 |  | 4 - 1 | 1934 |
| 8 | 30 de agosto de 1934    | Juan Carmelo Zerillo, La Plata  | Gimnasia y Esgrima La Plata - Vélez Sarsfield        |  | 6 - 2 | 1934 |
| 9 | 13 de noviembre de 1938 | Juan Carmelo Zerillo, La Plata  | Gimnasia y Esgrima La Plata - Ferro Carril Oeste     |  | 6 - 1 | 1938 |

## Palmarés

### Campeonatos nacionales
| Título                         | Club                          | País      | Año  |
| ------------------------------ | ----------------------------- | --------- | ---- |
| Campeonato de Primera División | Club de Gimnasia y Esgrima LP | Argentina | 1929 |
| Copa de Honor                  | San Lorenzo de Almagro        | Argentina | 1936 |